# Ozarba costalis
Ozarba costalis är en fjärilsart som beskrevs av Dyar 1914. Ozarba costalis ingår i släktet Ozarba och familjen nattflyn. Inga underarter finns listade i Catalogue of Life.